# Milà-Sanremo 1958
La Milà-Sanremo 1958 fou la 49a edició de la Milà-Sanremo. La cursa es disputà el 19 de març de 1958 i va ser guanyada pel belga Rik van Looy que s'imposà a l'esprint en l'arribada a Sanremo. El català Miquel Poblet acabà en segona posició.
215 ciclistes hi van prendre part, acabant la cursa 140 d'ells.

## Classificació final
|    | Ciclista                | Equip                    | Temps      |
| -- | ----------------------- | ------------------------ | ---------- |
| 1  | Rik van Looy            | Faema                    | 6h 41' 09" |
| 2  | Miquel Poblet           | Ignis-Doniselli          | m. t.      |
| 3  | André Darrigade         | Helyett-Potin-Hutchinson | m. t.      |
| 4  | Angelo Conterno         | Carpano                  | m. t.      |
| 5  | Giorgio Albani          | Legnano                  | m. t.      |
| 6  | Alfred de Bruyne        | Carpano                  | m. t.      |
| 7  | Alphonse van den Brande | Libertas-Dr. Mann        | m. t.      |
| 8  | Pierino Baffi           | Chlorodont               | m. t.      |
| 9  | Gilbert Bauvin          | Saint-Raphael            | m. t.      |
| 10 | 60 ciclistes            | -                        | m. t.      |